# Premiera
Premiera je prva javna izvedba glasbenega (balet, opera), gledališkega ali pa kinematografskega dela. Premiera je pogosto medijsko odmeven dogodek za povabljene goste, ki ga avtorji priredijo z namenom promocije svojega dela. Poznamo več vrst premier, prvo premiero, ki označuje prvo uprizoritev nasploh, prvo premiero v državi in internetno premiero. 
Za prvo javno izvedbo glasbenih del, ki niso namenjena scenski uprizoritvi, uporabljamo termin 'krstna izvedba'. V primeru, da skladba poprej še ni bila izvedena neuradno za zaključeno družbo oziroma zaprt krog ljudi, je hkrati tudi praizvedba. Praizvedba je vedno tudi prva izvedba.